# Live at Birdland

Live at Birdland de John Coltrane est un disque de jazz enregistré en partie en concert en 1963 par Rudy Van Gelder au Birdland de New York (USA) et produit par Bob Thiele sur le label Impulse!. Seuls les trois premiers titres sont enregistrés en live, les autres étant des prises studio (Englewood cliffs,N.J le 6 mars 1963 (#6),et le 18 novembre (#4,5) 1963)

## Historique
Le titre Alabama, composition de Coltrane, fait suite à un attentat perpétré en Alabama ayant provoqué la mort de quatre enfants noirs. L'album original impulse A-50 ou AS-50 ne comprend que les cinq premiers titres. Le texte de la pochette est de Leroi Jones.
À noter que ne figurent ni Roy Haynes (batterie) ni Eric Dolphy (soliste) sur cet album, erreur fréquemment commise et que l'on retrouve donc a fortiori sur internet. 

## Musiciens
- John Coltrane : saxophones (soprano (#1, 3, 5, 6) ténor (#2, 4))
- McCoy Tyner : piano
- Jimmy Garrison : contrebasse
- Elvin Jones : batterie

## Titres
1. Afro Blue (Mongo Santamaria) - 10:52
2. I Want to Talk About You (Billy Eckstine)- 8:11
3. The Promise (John Coltrane)- 8:06
4. Alabama (John Coltrane)- 5:08
5. Your Lady (John Coltrane) - 6:39
6. Vilia (Franz Lehar, arrangement par John Coltrane)- 4:36